# Tempus fugit (Секретные материалы)

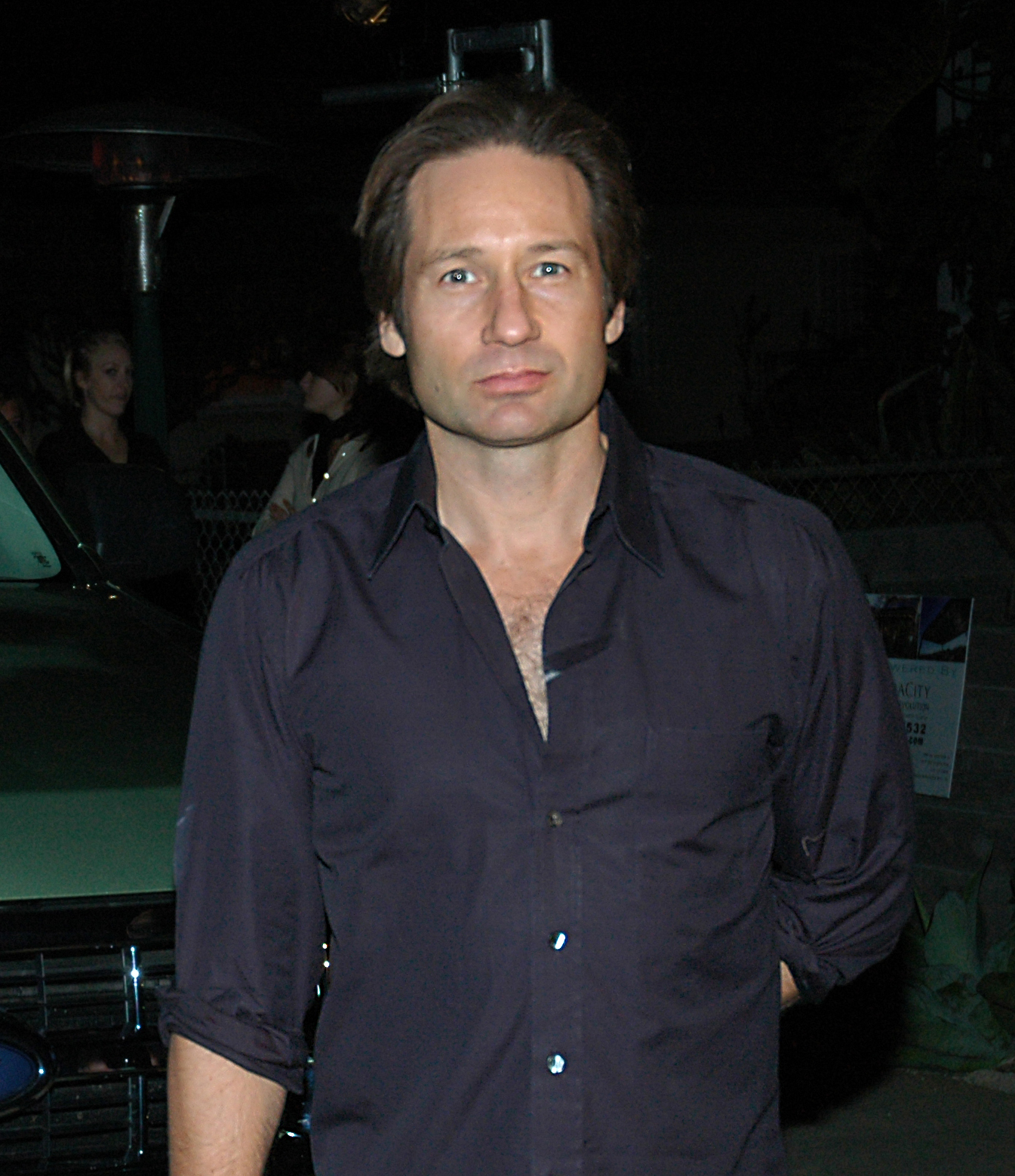
Дэвид Духовны

«Tempus fugit» (лат. «Время бежит») — 17-й эпизод 4-го сезона сериала «Секретные материалы». Премьера состоялась 16 марта 1997 года на телеканале FOX. Эпизод позволяет более подробно раскрыть так называемую «мифологию сериала», заданную в пилотной серии. Режиссёр — Роб Боумэн, авторы сценария — Крис Картер и Фрэнк Спотниц, приглашённые актёры — Джо Спано, Том О'Брайан, Скотт Беллис.
В США серия получила рейтинг домохозяйств Нильсена, равный 11,9, который означает, что в день выхода серию посмотрели 18,85 миллиона человек.
Главные герои серии — Фокс Малдер (Дэвид Духовны) и Дана Скалли (Джиллиан Андерсон), агенты ФБР, расследующие сложно поддающиеся научному объяснению преступления, называемые Секретными материалами.

## Сюжет
Малдер и Скалли расследуют крушение гражданского самолёта с более чем сотней погибших, среди которых был давний знакомый Малдера — одиночка-искатель Макс Фениг. Некая женщина, по её словам, его сестра, говорит Малдеру о том, что он должен был везти на этом рейсе нечто, что помогло Малдеру в его поисках правды. При исследовании обломков самолета, а также после расшифровки черных ящиков агенты убеждаются, что причиной крушения стал НЛО.